# (8445) Novotroitskoe
(8445) Novotroitskoe – planetoida z pasa głównego asteroid okrążająca Słońce w ciągu 5 lat i 117 dni w średniej odległości 3,05 au. Została odkryta 31 sierpnia 1973 roku w Krymskim Obserwatorium Astrofizycznym w Naucznym na Półwyspie Krymskim przez Tamarę Smirnową. Nazwa planetoidy została nadana z okazji 50. rocznicy podpisania umowy przyjaźni pomiędzy rejonem nowotroickim a miastem Heniczesk, miejscem urodzenia odkrywczyni. Przed nadaniem nazwy planetoida nosiła oznaczenie tymczasowe (8445) 1973 QG2.